# Bokros Szilárd
Bokros Szilárd (Kistarcsa, 2000. március 28. –) magyar labdarúgó, a Diósgyőr játékosa.

## Pályafutása

### Klubcsapatokban
2007-ben 7 évesen került a Monori SE ifjúsági csapatába, innen 2011-ben távozott a Felcsút SE csapatához. A Puskás Akadémia és a Felcsút szorosan összeműködött ezért is került az előbbi együtteshez. A 2017–18-as szezont az NB II-es Aqvital Csákvár csapatánál töltötte kölcsönben és teljesítményével meggyőzte a PAFC vezetőit, a következő szezont az élvonalban kezdte meg. 33 bajnokin kétszer volt eredményes az NB II-ben. 2018. augusztus 11-én a 90. percben Dejan Trajkovski cseréjeként mutatkozott be az élvonalban a Swietelsky Haladás ellen. A Paks és a MOL Vidi ellen összesen 95 percet töltött a pályán. 2021 nyarán a másodosztályban szereplő Diósgyőri VTK vette kölcsön egy évre. 2022 júliusában bejelentették, hogy a DVTK megvásárolta a játékjogát.

## Sikerei, díjai

### Klubcsapatokban
Diósgyőri VTK
- NB II bajnok: 2022–23

### Egyéni
- Az akadémia legjobb játékosa (PFLA): 2016–17[8]